# Muž beze spánku
Muž beze spánku (v anglickém originálu Light Sleeper) je americké filmové drama z roku 1992, které natočil režisér Paul Schrader podle vlastního scénáře. Odehrává se v New Yorku a hlavní roli v něm ztvárnil Willem Dafoe. Hraje drogového dealera v krizi středního věku, který se po náhodném setkání s bývalou manželkou zaplete do tragických událostí. Dále ve filmu hráli například Susan Sarandonová, Dana Delany, Sam Rockwell a režisérova manželka Mary Beth Hurt. Premiéra filmu proběhla v únoru 1992 na Berlínském mezinárodním filmovém festivalu, do amerických kin byl uveden v srpnu téhož roku.
Po filmu Poslední pokušení Krista (1988) – který režíroval Martin Scorsese podle Schraderova scénáře – jde o první spolupráci dvojice herec Dafoe-režisér Schrader; znovu spolupracovali na filmech Utrpení (1997), Auto Focus (2002), Jako vzteklí psi (2007), Okamžik vzkříšení (2008), Prokletý kšeft (2016) a The Card Counter (2021).